# 吓到笑
《吓到笑》（英語：Where Got Ghost?），是由梁智强执导，梁智强、劇情分三種：《路边有鬼》《树林有鬼》和《家里有鬼》，于2009年8月13日上映。

## 劇情

### 路边有鬼
导演：梁智强
老千阿福、阿財與阿壽密謀了一個絕佳的發財計劃，利用「發財熱線」賺取佣金，如對方不從，他們就裝神弄神嚇唬他們，最終目的是將別人的錢轉到自己口袋裡。在阿財撈得風生水起的時候，阿財和助手們竟然接到一通神秘電話（把中獎的錢捐出來建廟），對方依樣葫蘆說給他一個發財號碼（頭獎與貳獎都是6666）！自認是這個發財熱線的創辦人的阿財自然對這個抄襲他的神秘人破口大駡。但阿財還是忍不住碰碰運氣，豈料，竟然讓他中獎！接著，詭異恐怖的事情就接二連三的出現……

### 树林有鬼
导演：梁智强
阿南與阿雷參加後備軍人訓練，他們這次要進行森林特訓，兩人決定抄叢林捷徑。隱秘幽暗的叢林，陰風陣陣，一會兒又撞到墓碑，一會兒又看到紅衣女鬼，靈異怪事處處四起。天下起大雨，阿南與阿雷往剛認識的村女瑩瑩的家躲雨，沒想到還有更恐怖的事情等待著他們…

### 家里有鬼
导演：巫培雙
故事是繼電影《钱不够用2》過後的迷你續集。
那是阴历七月的一天，三兄弟宝强、宝煌和宝辉都去祭拜已故的母亲。他们痛苦地向母亲抱怨他们的财政收入状况不佳，而母亲在天之灵也没有保佑他们多挣钱。然而不久之后，家中开始接二连三地发生奇怪的事情（包括椅子突然會出現，大哥放的椅子不見了）。三兄弟都声称在很多场合见到过母亲的幽灵或者听到过母亲的声音。后来听朋友说了关于如果父母是在夜里死的将会给孩子们带来厄运的传言之后，宝强和宝煌驳回了哥哥宝辉的建议，劝哥哥把母亲的骨灰盒和牌位送到寺庙里去。
于是宝辉试图把母亲的骨灰盒和牌位送到寺庙里去，但是震惊地发现幽灵又一次出现在他的车中。宝辉立即打电话给其他两个弟弟，要求弟弟陪他一同前往，但是弟弟们认为哥哥是反应过度了。
在一次马来西亚的汽车旅行中，母亲的幽灵突然出现在他们行驶的公路的前方，致使宝煌来了个紧急刹车而且几乎冲下了悬崖。幸运的是，兄弟三人都从车中爬了出来而且毫发无损。正当他们惊讶于母亲的幽灵怎么会在这个时候出现时，三人亲眼目睹了沿着前面的公路发生了一起巨大的滑坡事件。他们忽然就醒悟过来了，其实是母亲挽救了他们三个人的性命。